# Otto Hoppe (Fußballspieler)
Otto Hoppe (* 7. Juli 1940) ist ein ehemaliger deutscher Fußballtorwart. In den 1960er und 1970er Jahren spielte er für den 1. FC Magdeburg und Motor Babelsberg in der DDR-Liga.

## Sportliche Laufbahn
Erst im Alter von 26 Jahren gab Otto Hoppe sein Debüt in der DDR-Liga, der zweithöchsten Spielklasse im DDR-Fußball. Nachdem der 1. FC Magdeburg nach seinem Abstieg aus der DDR-Oberliga nach der Saison 1965/66 seinen bisherigen Stammtorwart Wolfgang Blochwitz an den FC Carl Zeiss Jena abgeben musste, verpflichtete der FCM Otto Hoppe als zweiten Torwart hinter Hans-Georg Moldenhauer. Als Vertreter von Moldenhauer kam Hoppe in der Saison 1966/67 nur in sieben DDR-Liga-Spielen zum Einsatz. Damit war er auch am Wiederaufstieg in die Oberliga beteiligt, dort wurde er aber 1967/68 hinter Moldenhauer und Gert Jüsgen nur als dritter Torwart eingestuft und kam in den Oberligaspielen nicht zum Einsatz. 
Zur Saison 1968/69 wechselte Hoppe zur Betriebssportgemeinschaft (BSG) Motor Babelsberg, die zuvor aus der DDR-Liga in die drittklassigen Bezirksliga Potsdam abgestiegen war. 1971 schaffte er mit der BSG Motor den Wiederaufstieg, spielte eine Saison in der DDR-Liga, wo er 18 der 22 Punktspiele bestritt, nach einem Jahr aber wieder abstieg. 1973 kehrte Hoppe mit Babelsberg erneut in die DDR-Liga zurück und verbrachte dort die nächsten sieben Spielzeiten. Bis 1980 war er durchgehend die Nummer eins im Tor der BSG Motor und stand bei 154 ausgetragenen DDR-Liga-Spielen 147-mal im Tor. Im Sommer 1980 beendete Otto Hoppe seine Karriere in der DDR-Liga, in der er insgesamt 172 Spiele absolviert hatte. Er schloss sich dem Bezirksligisten Motor Teltow an, mit dem er 1981 den Fußball-Bezirkspokal gewann.